# Turicum AG

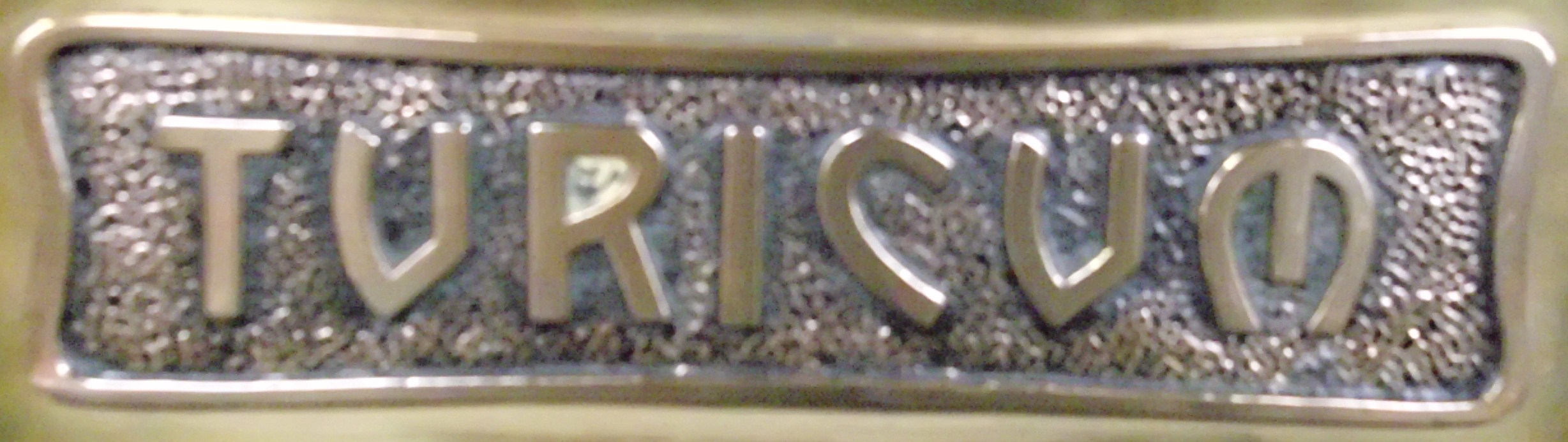
Emblem

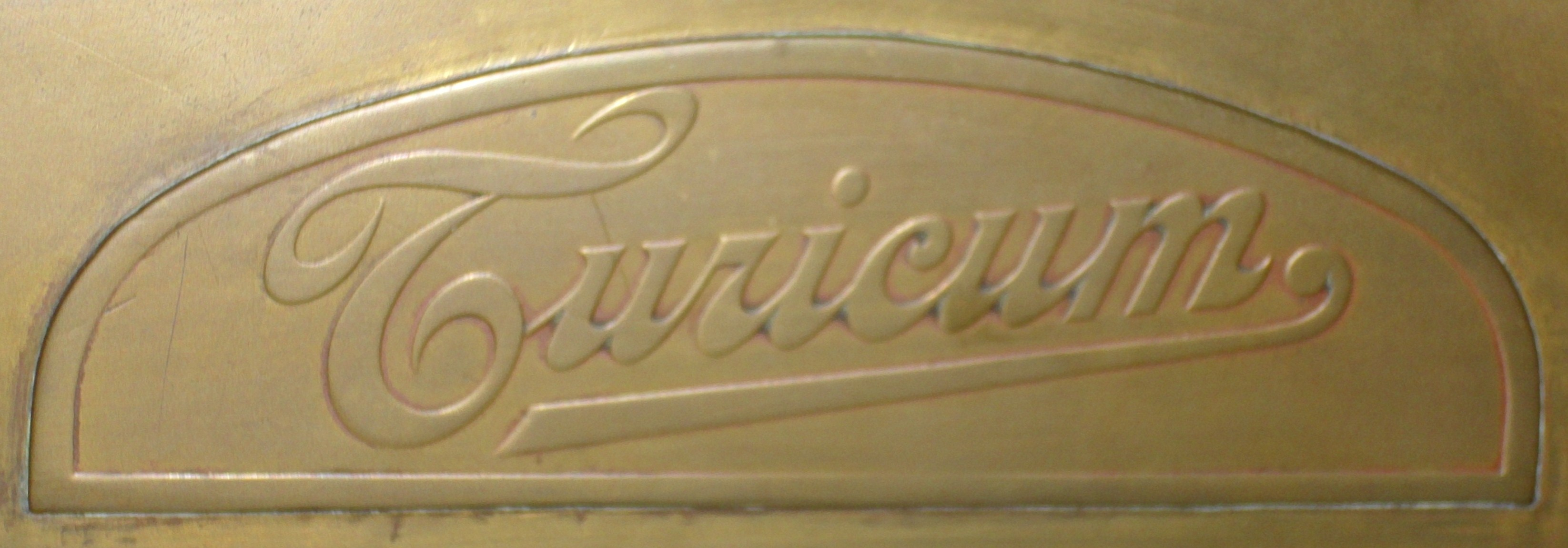
Emblem

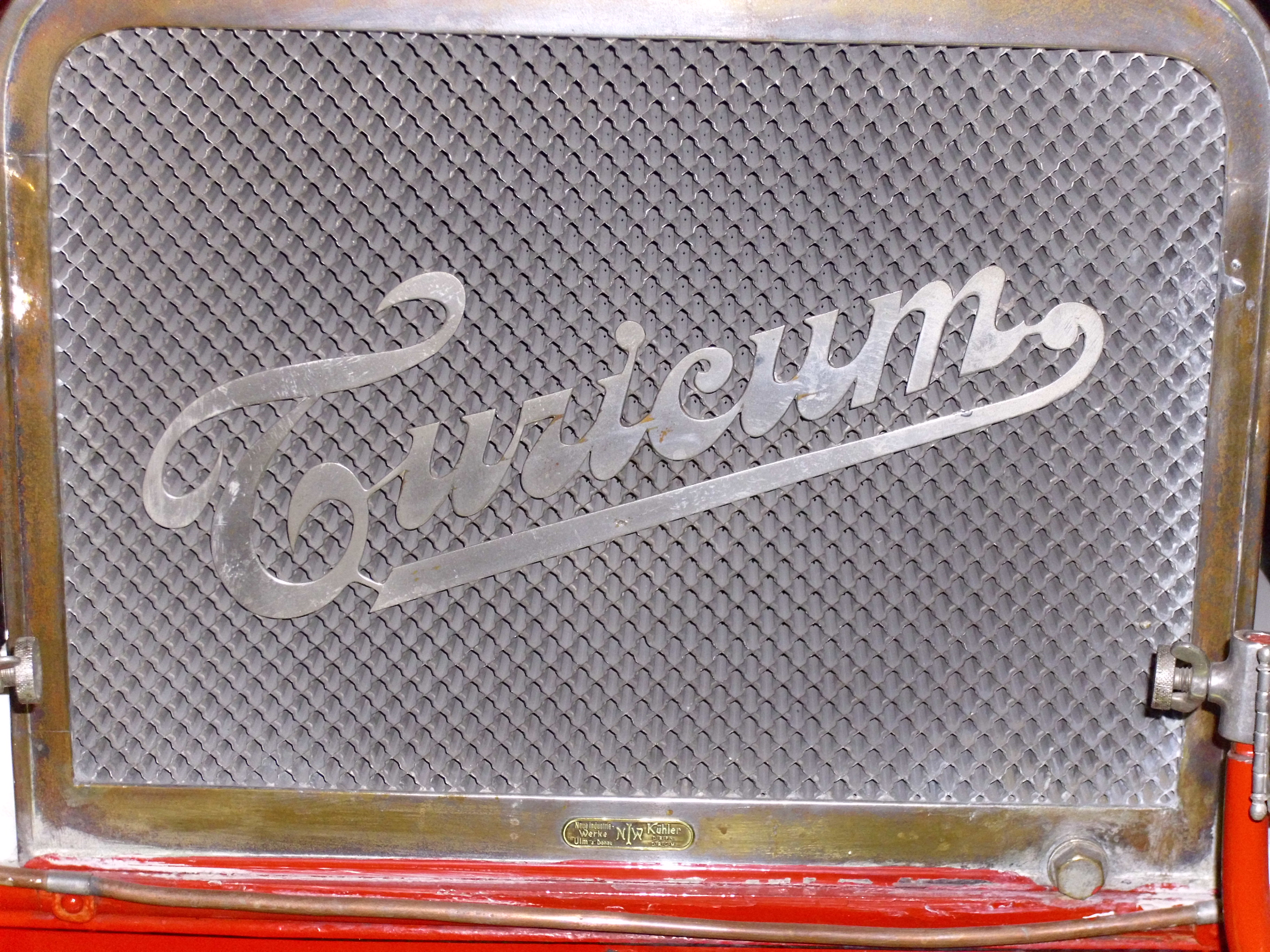
Schriftzug auf Kühlergrill

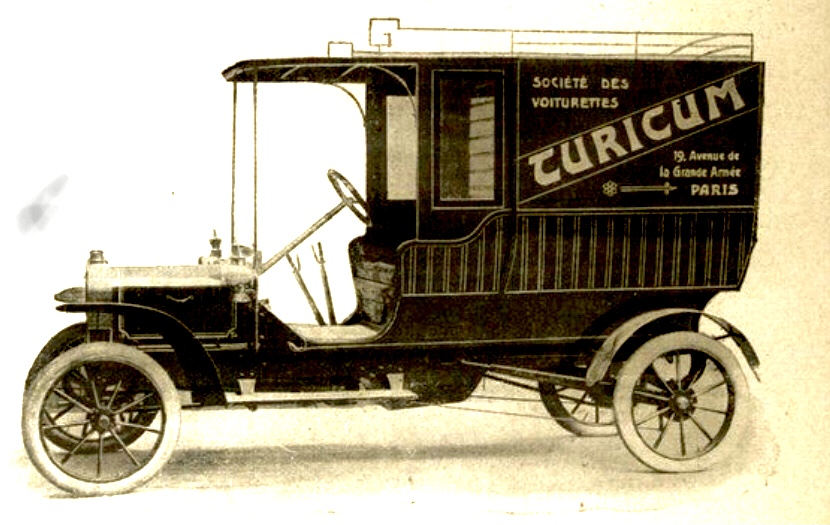
Turicum von 1909

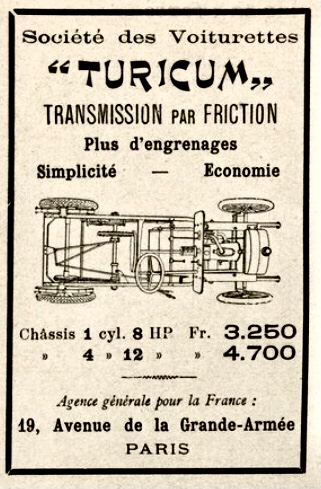
Turicum Werbung von 1909

Die Turicum AG war ein Schweizer Hersteller von Automobilen.

## Geschichte
Das Unternehmen wurde 1904 von dem Uhrmacher Martin Fischer und seinem Partner Paul Vorbrodt gegründet. Es wurde zunächst in Zürich produziert und ab 1907 als Automobilfabrik Turicum AG (Turicum: Römische Bezeichnung Zürichs) in Uster. Martin Fischer verließ 1908 das Unternehmen, um unter seinem Namen Fischer-Automobile herzustellen.
Das Unternehmen hatte im Jahr 1913 etwa 140 Mitarbeiter. Die Fahrzeuge wurden weltweit exportiert, es gab sogar Lizenzproduktionen in Frankreich und Böhmen. Zuverlässigkeits- und andere Wettfahrten brachten zahlreiche Erfolge. Nach etwa 1000 gebauten Fahrzeugen musste die Produktion jedoch im Jahr 1914 eingestellt werden. 1918 wurden noch 90 Fahrzeuge hergestellt.

## Fahrzeuge
1904 entstand ein fussgelenkter Prototyp eines Einsitzers, der mit einem Einzylinder-Motorradmotor und Einganggetriebe ausgestattet war. 1905 folgten mehrere Prototypen der 2. Generation mit Reibradgetriebe. Ein mit Leder bespanntes Reibrad nahm die Kraft dabei rechtwinklig von einer gusseisernen Schwungscheibe ab. Übersetzung und Fahrgeschwindigkeit ließen sich damit in sieben Stufen variieren. 1907 bis 1908 erhielten die Turicum der Typenreihe A luftgekühlte Einzylindermotoren mit 785 cm³ Hubraum (7 PS (5,1 kW) Leistung) oder 970 cm³ Hubraum.
Schon 1907 gab es auch wassergekühlte Vier- und 1909 Zweizylindermotoren. Die Vierzylindermodelle (Typenreihen B und D) hatten 1944 cm³ Hubraum und 16 PS (12 kW), das Zweizylindermodell (Typenreihe C) 972 cm³ mit 8 PS (6 kW) Leistung. Sie waren bis Ende 1911 alle mit Reibrad- und danach (nur noch Vierzylinder) wahlweise auch mit Zahnradgetriebe ausgestattet und wurden in zahlreichen, unterschiedlichen Eigenkarosserien oder als Chassis angeboten.
Die Typenreihe A (Einzylinder) wurden 1907 und 1908, die Typenreihe C (Zweizylinder) nur 1909 und die Typenreihen B und D (Vierzylinder) 1907 bis 1908 (B) und 1909 bis 1912 (D) hergestellt.
Zwei Fahrzeuge dieser Marke sind im Verkehrshaus der Schweiz in Luzern zu besichtigen, zwei weitere im Musée de l’automobile de la Fondation Pierre Gianadda in Martigny. Der älteste, bisher bekannte Turicum vom August 1907 mit Eichenholz-Chassis und Uhrenstahl-Rundfederung ist im Fahrzeug-Museum Bäretswil der Familie Junod zu sehen. Insgesamt sind bis heute noch rund ein Dutzend Turicum weltweit bekannt.

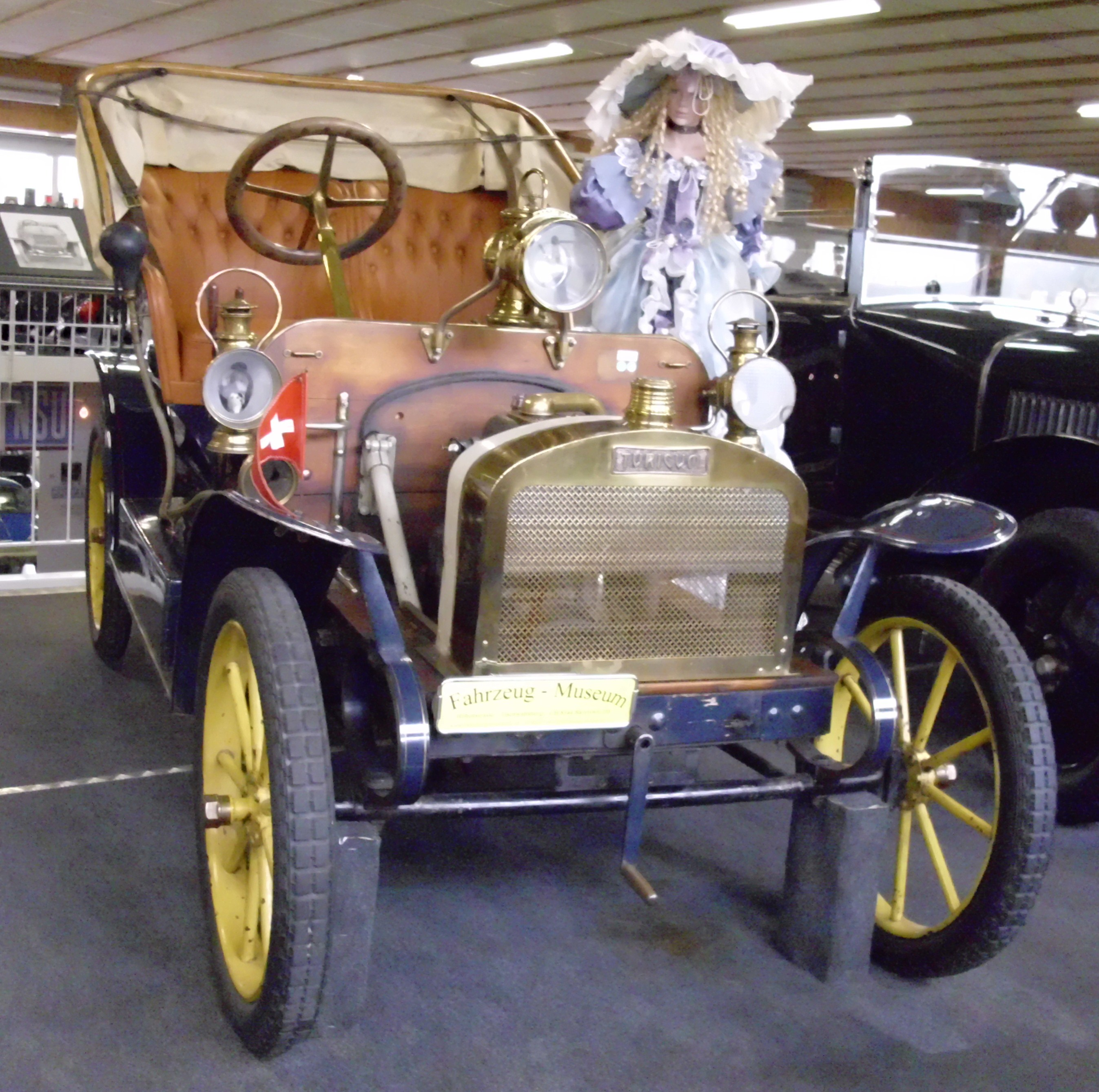
Turicum von 1907
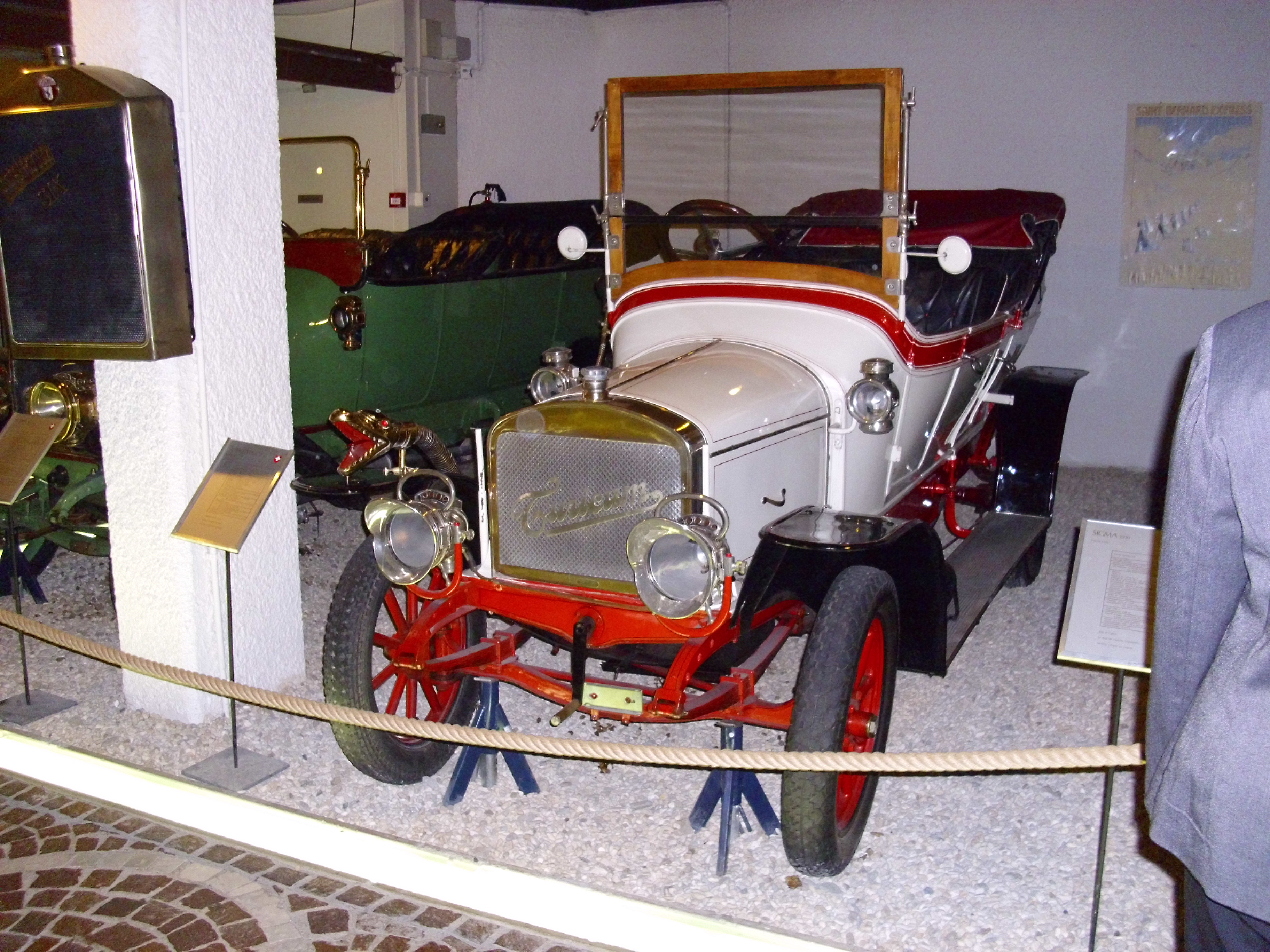
Turicum von 1910
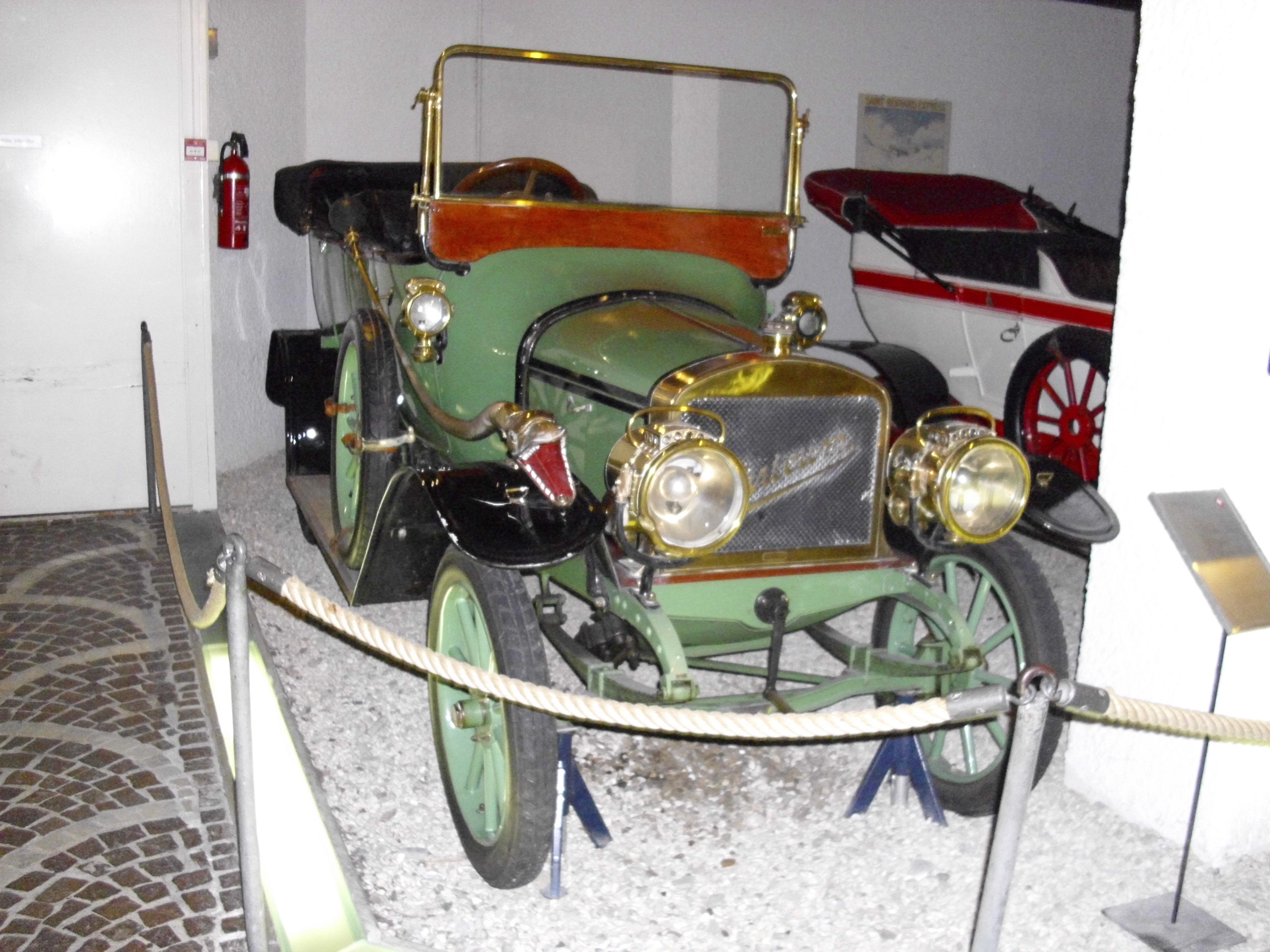
Turicum von 1911
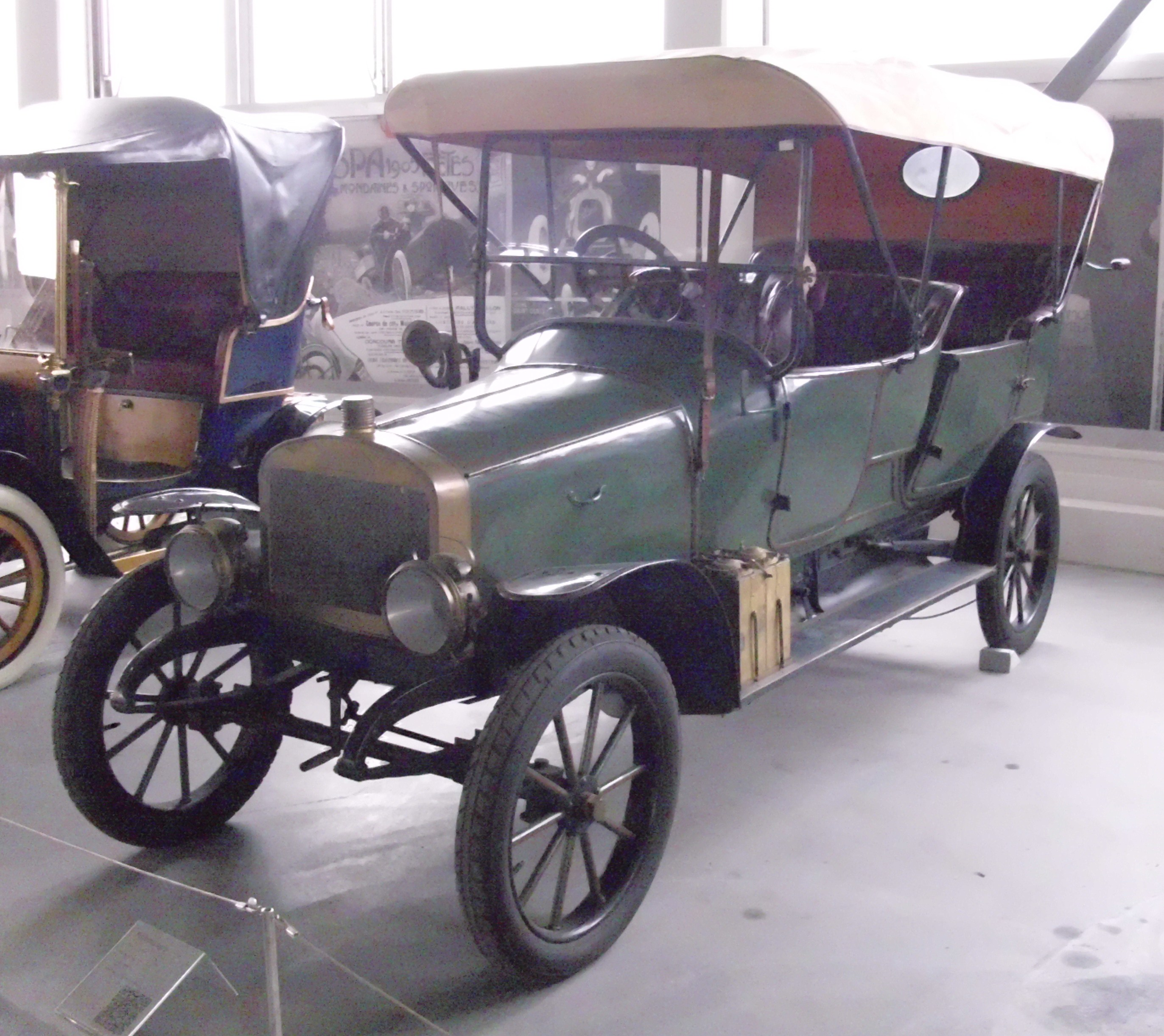
Turicum von etwa 1912 (angeblich von 1907)
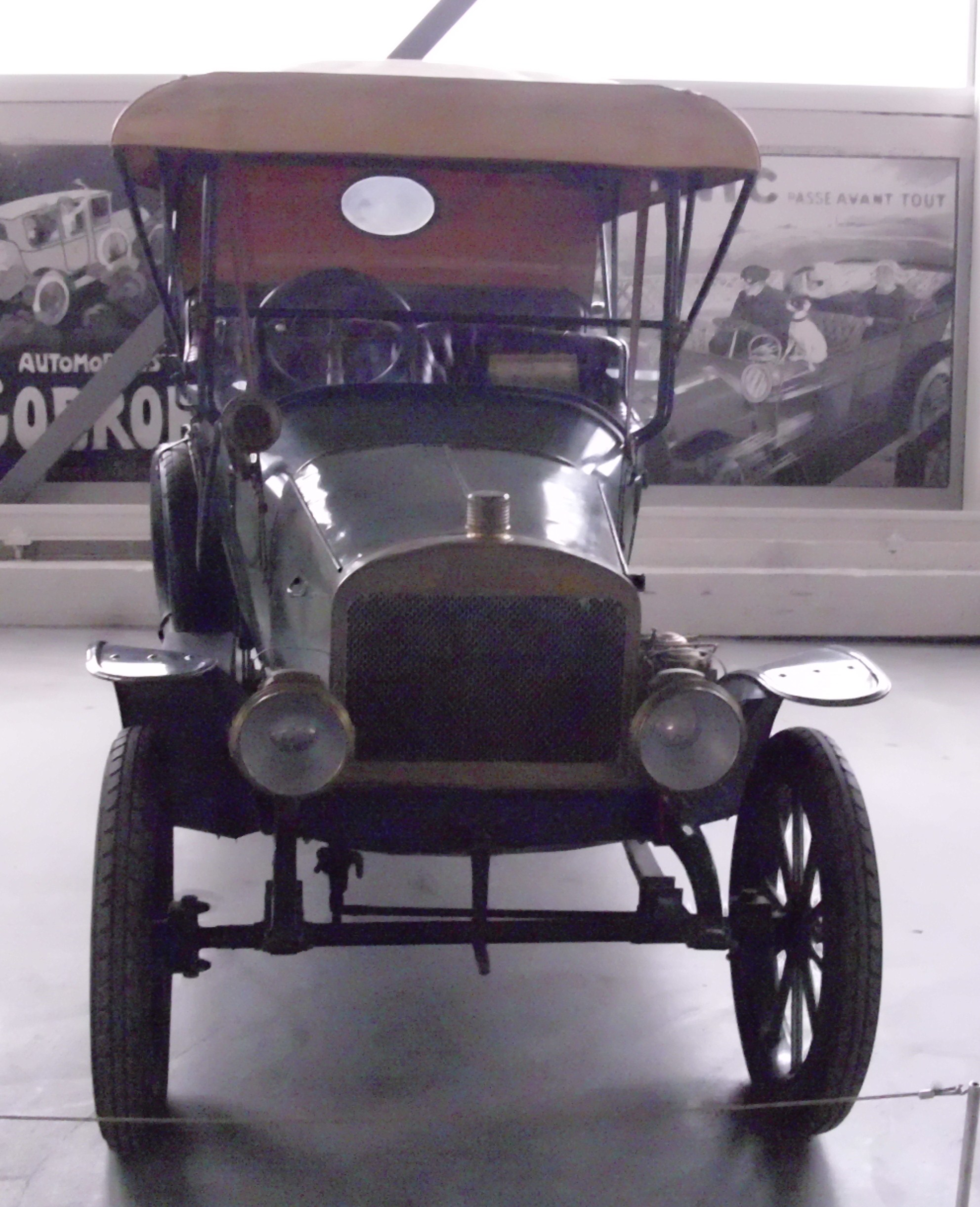
Turicum von etwa 1912 (angeblich von 1907)
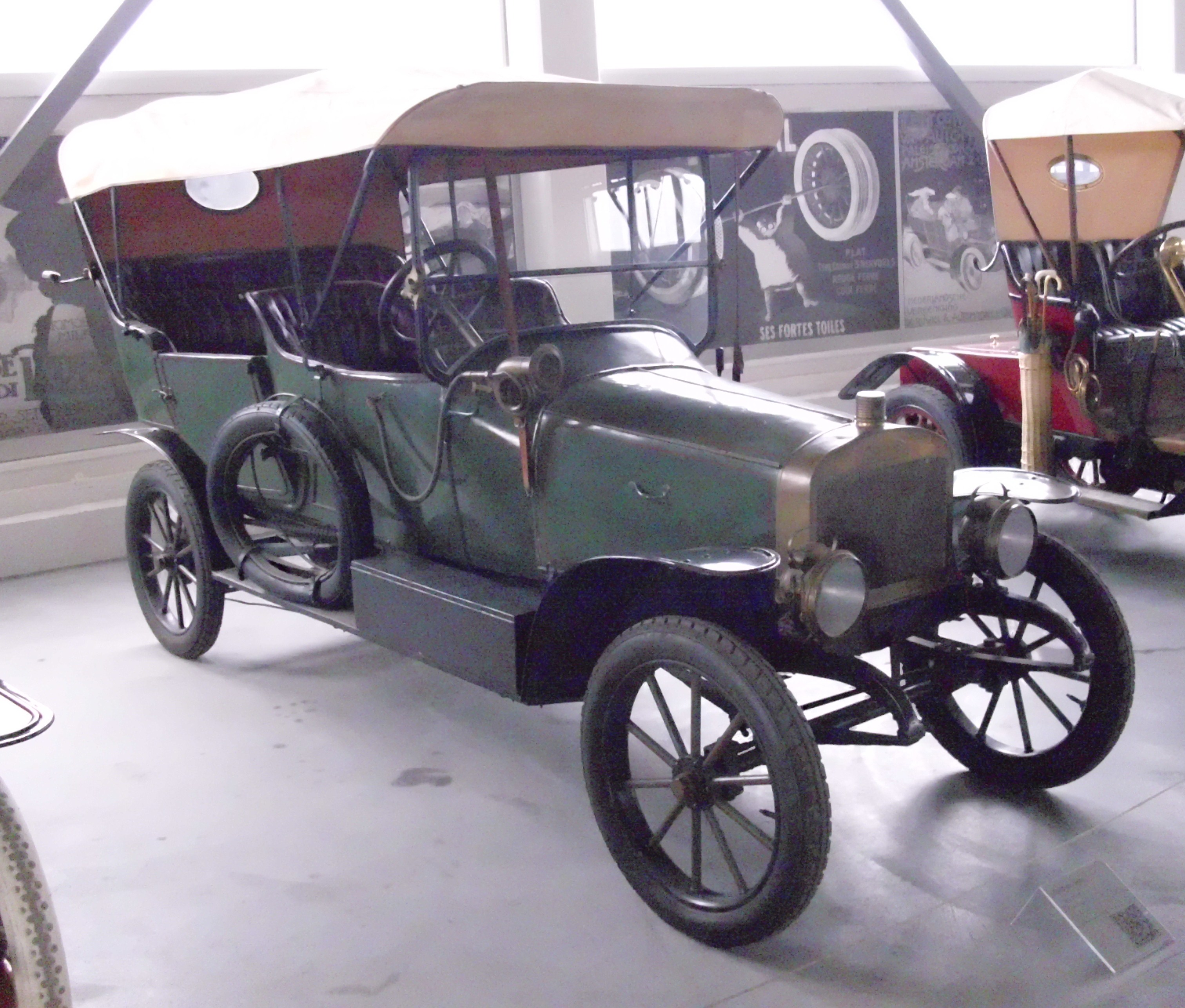
Turicum von etwa 1912 (angeblich von 1907)

## Lizenzen
Slatiňanská továrna automobilů R. A. Smekal aus Slatiňany, damals Österreich-Ungarn, fertigte Fahrzeuge nach einer Lizenz von Turicum.